# Egyiptom a 2013-as úszó-világbajnokságon
Egyiptom 25 sportolóval vett részt a 2013-as úszó-világbajnokságon, akik három nagy versenyszámban indultak.

## Hosszútávúszás
Férfi
| Versenyző            | Verseny | Idő           | Helyezés      |
| -------------------- | ------- | ------------- | ------------- |
| Abdelrahman Esam     | 25 km   | 5:33:35.7     | 32            |
| Youssef Hossameldeen | 5 km    | 57:08.5       | 40            |
| Youssef Hossameldeen | 10 km   | 2:03:05.3     | 54            |
| Adel Ragab           | 5 km    | 54:20.4       | 36            |
| Adel Ragab           | 10 km   | Nem ért célba | Nem ért célba |

Női
| Versenyző         | Verseny | Idő       | Helyezés |
| ----------------- | ------- | --------- | -------- |
| Laila El-Basiouny | 5 km    | 1:01:52.4 | 40       |
| Laila El-Basiouny | 10 km   | 2:04:45.4 | 41       |
| Wasela Hussein    | 5 km    | 1:03:02.2 | 36       |
| Wasela Hussein    | 25 km   | OTL       | OTL      |

Csapat
| Versenyzők                                        | Verseny | Idő       | Helyezés |
| ------------------------------------------------- | ------- | --------- | -------- |
| Youssef Hossameldeen Adel Ragab Laila El-Basiouny | Csapat  | 1:01:02.2 | 21       |

## Úszás
Férfi
| Versenyző(k)                                                | Verseny                      | Selejtező  | Selejtező | Elődöntő          | Elődöntő          | Döntő               | Döntő               |
| Versenyző(k)                                                | Verseny                      | Idő        | Helyezés  | Idő               | Helyezés          | Idő                 | Helyezés            |
| ----------------------------------------------------------- | ---------------------------- | ---------- | --------- | ----------------- | ----------------- | ------------------- | ------------------- |
| Ahmed Akram                                                 | 800 méteres gyorsúszás       | 8:08.73    | 26        |                   |                   | Nem jutott tovább   | Nem jutott tovább   |
| Ahmed Akram                                                 | 1500 méteres gyorsúszás      | 15:27.60   | 26        |                   |                   | Nem jutott tovább   | Nem jutott tovább   |
| Marwan Adel                                                 | 100 méteres pillangóúszás    | 54.39      | 37        | Nem jutott tovább | Nem jutott tovább | Nem jutott tovább   | Nem jutott tovább   |
| Marwan Ismail                                               | 200 méteres gyorsúszás       | 1:49.33 NR | 29        | Nem jutott tovább | Nem jutott tovább | Nem jutott tovább   | Nem jutott tovább   |
| Marwan Ismail                                               | 400 méteres gyorsúszás       | 3:53.80 NR | 24        |                   |                   | Nem jutott tovább   | Nem jutott tovább   |
| Mohamed Gadallah                                            | 400 méteres vegyesúszás      | 4:32.95    | 36        |                   |                   | Nem jutott tovább   | Nem jutott tovább   |
| Mohamed Khaled                                              | 50 méteres hátúszás          | 26.44      | 31        | Nem jutott tovább | Nem jutott tovább | Nem jutott tovább   | Nem jutott tovább   |
| Mohamed Khaled                                              | 200 méteres vegyesúszás      | 2:02.29 NR | 29        | Nem jutott tovább | Nem jutott tovább | Nem jutott tovább   | Nem jutott tovább   |
| Shehab Younis                                               | 50 méteres gyorsúszás        | 23.49      | 49        | Nem jutott tovább | Nem jutott tovább | Nem jutott tovább   | Nem jutott tovább   |
| Shehab Younis                                               | 50 méteres pillangóúszás     | 24.70      | 39        | Nem jutott tovább | Nem jutott tovább | Nem jutott tovább   | Nem jutott tovább   |
| Ahmed Akram Shehab Younis Mohamed Khaled Marwan Elkamash    | 4 × 100 méteres gyorsváltó   | 3:26.25    | 16        |                   |                   | Nem jutottak tovább | Nem jutottak tovább |
| Ahmed Akram Mohamed Gadallah Mohamed Khaled Marwan Elkamash | 4 × 200 méteres gyorsváltó   | 7:31.60 NR | 15        |                   |                   | Nem jutottak tovább | Nem jutottak tovább |
| Marwan Adel Mohamed Gadallah Marwan Elkamash Mohamed Khaled | 4 × 100 méteres vegyes váltó | 3:46.31 NR | 22        |                   |                   | Nem jutottak tovább | Nem jutottak tovább |

Női
| Versenyző    | Verseny                   | Selejtező  | Selejtező  | Elődöntő          | Elődöntő          | Döntő             | Döntő             |
| Versenyző    | Verseny                   | Idő        | Helyezés   | Idő               | Helyezés          | Idő               | Helyezés          |
| ------------ | ------------------------- | ---------- | ---------- | ----------------- | ----------------- | ----------------- | ----------------- |
| Mai Atef     | 50 méteres mellúszás      | 33.08      | 46         | Nem jutott tovább | Nem jutott tovább | Nem jutott tovább | Nem jutott tovább |
| Farida Osman | 50 méteres gyorsúszás     | Nem indult | Nem indult | Nem jutott tovább | Nem jutott tovább | Nem jutott tovább | Nem jutott tovább |
| Farida Osman | 100 méteres gyorsúszás    | 56.84      | 39         | Nem jutott tovább | Nem jutott tovább | Nem jutott tovább | Nem jutott tovább |
| Farida Osman | 50 méteres pillangóúszás  | 26.45      | =11 Q      | 26.12 AF          | =7 Q              | 26.17             | 7                 |
| Farida Osman | 100 méteres pillangóúszás | 59.85      | 24         | Nem jutott tovább | Nem jutott tovább | Nem jutott tovább | Nem jutott tovább |

## Szinkronúszás
| Versenyző(k)                                                                                        | Verseny               | Selejtező | Selejtező | Döntő               | Döntő               |
| Versenyző(k)                                                                                        | Verseny               | Pont      | Helyezés  | Pont                | Helyezés            |
| --------------------------------------------------------------------------------------------------- | --------------------- | --------- | --------- | ------------------- | ------------------- |
| Reem Wail                                                                                           | Egyéni szabad program | 77.950    | 20        | Nem jutott tovább   | Nem jutott tovább   |
| Reem Wail                                                                                           | Egyéni rövid program  | 77.200    | 19        | Nem jutott tovább   | Nem jutott tovább   |
| Jomana Mohamed Aya Darwish                                                                          | Páros rövid program   | 74.990    | 22        | Nem jutottak tovább | Nem jutottak tovább |
| Youmna Amr Aya Darwish Samia Hagras Jomana Mohamed Leila Mohamed Mariam Rizk Dara Tamer Shaza Yehia | Csapat rövid program  | 77.00     | 14        | Nem jutottak tovább | Nem jutottak tovább |
| Youmna Amr Aya Darwish Samia Hagras Jomana Mohamed Leila Mohamed Mariam Rizk Dara Tamer Shaza Yehia | Csapat szabad program | 76.460    | 14        | Nem jutottak tovább | Nem jutottak tovább |

Tartalékok
- Nour Elayoubi
- Nehal Nabil
- Salma Sherif